# Wharton James
Pour les articles homonymes, voir James.
Wharton James (13 juin 1873 au Kentucky- 18 novembre 1943 à Los Angeles) est un acteur américain.

## Filmographie
(Comme acteur, sauf indication) :
- 1917 : Wild and Woolly de John Emerson
- 1919 : L'Affaire Buckley (Almost Married) de Charles Swickard
- 1920 : Pollyanna de Paul Powell
- 1921 : Call from the Wild (également comme réalisateur, scénariste et producteur)
- 1923 : The Mysterious Witness de Seymour Zeliff